# Língua anterior
Língua anterior é uma região da língua humana.